# Chevry-sous-le-Bignon
Chevry-sous-le-Bignon è un comune francese di 235 abitanti situato nel dipartimento del Loiret nella regione del Centro-Valle della Loira.

## Società

### Evoluzione demografica
Abitanti censiti